# Турский, Олег Валерьевич
Олег Валерьевич Турский (укр. Олег Валерійович Турський; 25 августа 1981, Каховка, Херсонская область) — украинский футболист, полузащитник, тренер.

## Биография
Начинал заниматься футболом в родном городе, а затем — в днепропетровском ДВУФК. Первые тренеры — Владимир Воронин и Сергей Корольский. В сезоне 1998/99 был в заявке второй команды «Днепра», игравшей во второй лиге Украины, но ни разу не вышел на поле.
В 2000 году перешёл в «Днепр-Трансмаш» (Могилёв), в его составе дебютировал во взрослом футболе, сыграв 4 матча в высшей лиге Беларуси. Также в этом сезоне выступал за «Днепр-2» во второй лиге и за «Вейно-Днепр» в первой лиге.
Вернувшись на родину, около двух лет выступал за «Арсенал» (Харьков), с которым по итогам сезона 2001/02 вышел из второй лиги в первую. Однако в первой лиге Украины сыграл только один матч, после чего покинул команду. В большинстве матчей в составе «Арсенала» выходил на замены. Осенью 2002 года играл во второй лиге за «Горняк-Спорт» (Комсомольск), а затем более полугода не выступал в профессиональном футболе. Летом 2003 года присоединился к клубу «Динамо-Игросервис» (Симферополь), провёл в его составе два с половиной сезона, сыграл 67 матчей, но как правило выходил на замены. С симферопольским клубом по итогам сезона 2003/04 поднялся в первую лигу. В начале 2006 года покинул «Динамо» и провёл полсезона в клубе второй лиги «Титан» (Армянск).
В сезоне 2007/08 снова выступал за границей — на этот раз в чемпионате Молдовы за «Олимпию» (Бельцы), провёл 13 матчей. В конце карьеры играл за любительские клубы, за исключением осенней части сезона 2010/11, когда выступал за «Энергию» из Новой Каховки во второй лиге.
После окончания игровой карьеры стал работать тренером. Входил в тренерские штабы клубов «Энергия» (Новая Каховка), «Крымтеплица» (Молодёжное), «Кристалл» (Херсон), во всех этих клубах ассистировал Сергею Шевцову. В сезоне 2015/16 возглавлял второй состав «Кристалла». По состоянию на 2016 год тренировал любительский клуб «Мелиоратор» (Буча).